# Le Bal des Laze (Lied)

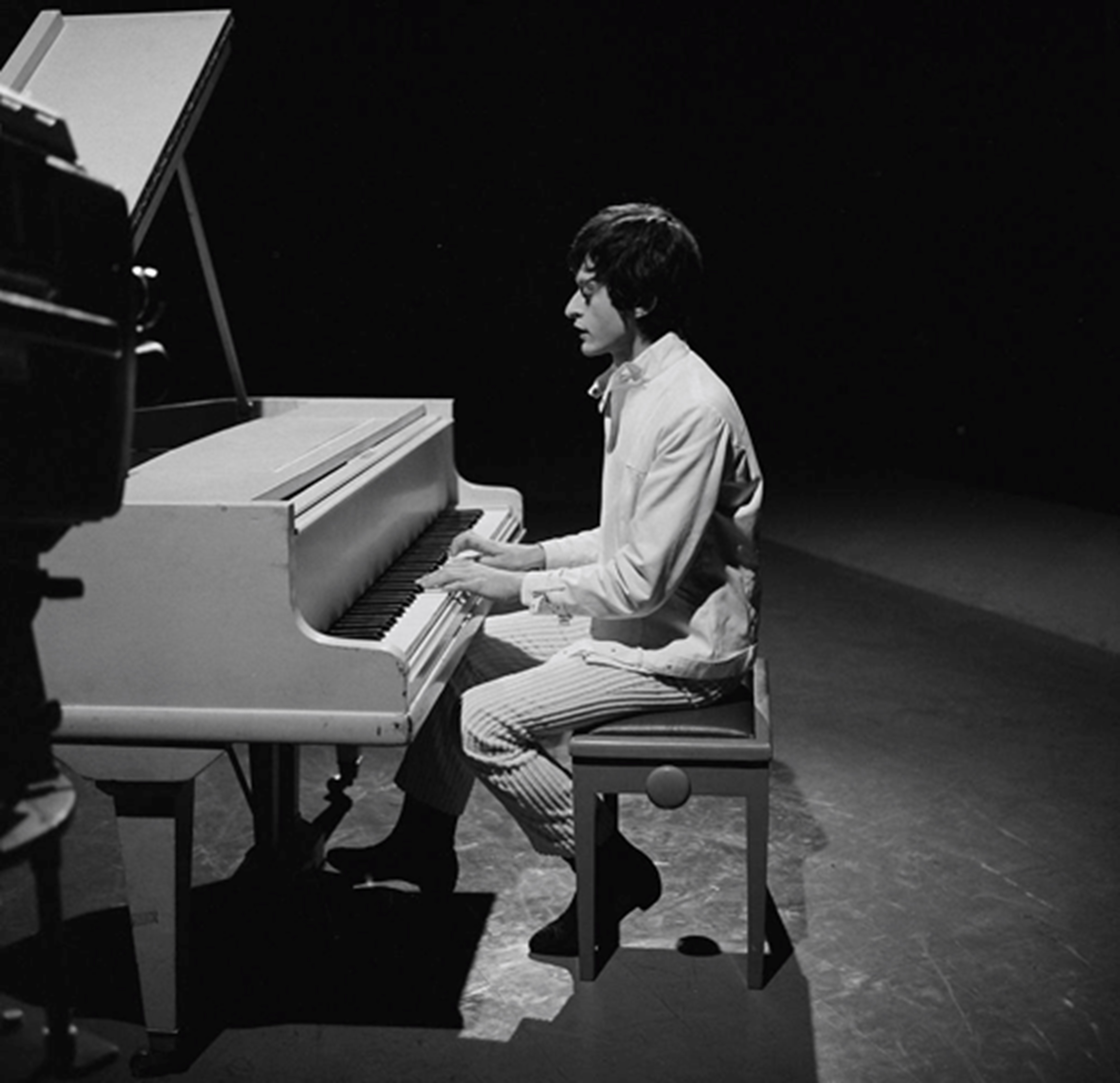
Michel Polnareff (1967)

Le Bal des Laze („Der Ball der Familie Laze“) ist ein knapp fünf Minuten langes französischsprachiges Chanson, gesungen von Michel Polnareff, der auch die Musik komponiert hat und für das Arrangement verantwortlich war. In Frankreich erschien es im Februar 1968 auf Disc’AZ als Single mit der B-Seite Y’a qu’un ch’veu und als EP (darauf zusätzlich die Titel Le temps a laissé son manteau und Encore un mois, encore un an), zudem auch auf einer gleichnamigen Langspielplatte. Der Text, an dem auch der Sänger mitgearbeitet hat, stammt im Wesentlichen von Pierre Delanoë.
Dieses „Klagelied eines zum Tode Verurteilten“ wurde nach seinem Erscheinen von den meisten französischen Radiosendern boykottiert, weil ihnen das Thema zu brisant war; dabei hatten sie ein Jahr zuvor keine großen Bedenken gehabt, einen anderen Polnareff-Song mit einer expliziten sexuellen Aussage ((Je veux faire) L’amour avec toi, auf Deutsch „Ich möchte mit dir schlafen“) zu spielen, wenngleich immer erst nach 22 Uhr. Da sie aber andererseits eine neue Veröffentlichung des zum internationalen Star gewordenen Interpreten nicht einfach ignorieren konnten, brachten sie dem Publikum stattdessen die Rückseite dieser Single zu Gehör. Le Bal des Laze wurde dennoch, wenn auch erst Jahre später, als einer der qualitativ besonders herausragenden Titel in Polnareffs Repertoire bewertet, der auf praktisch keiner seiner Best-of-Kompilationen fehlt.

## Text und Musik
Der eigentliche Plot der Geschichte ist sehr schnell erzählt: Ein junger Mann hat seinen Rivalen umgebracht, der sich mit einer 20-Jährigen aus besten Kreisen verlobte, die auch der Mörder liebt. Für diesen Mord aus Eifersucht, den er bis zuletzt auch nicht bereut, ist er zum Tod durch Erhängen verurteilt worden.
Diesen Vorgang stellt der Text allerdings auf eine lyrische Weise dar, die fast nichts explizit ausspricht, sondern durchgehend sprachstark, ja, üppig umschreibt und bestenfalls mit kleinen Andeutungen arbeitet. Der konkrete Tathergang, die Person des Verlobten, die Fragen, ob die junge Frau den Protagonisten überhaupt je wahrgenommen hat, von seinen Gefühlen für sie weiß, geschweige denn, ob sie sie erwidert, und selbst das Jahrhundert, in dem sich dieses Ereignis abspielt – all dies bleibt vollkommen offen, Schlussfolgerungen werden alleine der Phantasie und dem Kombinationsvermögen des Hörers überlassen. Die einzige präzise Aussage, späterhin noch zweimal wiederholt, steht gleich in der ersten Zeile des Texts: „Morgen früh werde ich gehängt“ (Je serai pendu demain matin); in diesen lediglich fünf Wörtern ist bereits die bedrückende Stimmung des gesamten Chansons vorgegeben, ehe der Ich-Erzähler seine Sicht der Ereignisse und seine Gefühle darstellt.
Lord und Lady Laze (eine fiktive Adelsfamilie) hatten in ihrem Londoner Stadtschlösschen einen Sommerball ausgerichtet, „das größte gesellschaftliche Ereignis der Stadt“, um die Verlobung ihrer Tochter Jane zu feiern. Die gesamte Upper Class einschließlich der Queen war dabei anwesend – die Damen werden mit den Worten „Diamanten, Rubine, Topase und lange weiße Roben“ bildhaft charakterisiert –, ebenso der offensichtlich sozial nicht dazugehörende Protagonist („mein Leben war nicht für Schlösser bestimmt“, er ist der „Depp, den man bloß herablassend anstarrt“), der sich deshalb im Garten verstecken musste. Von dort aus musste er zusehen, wie das junge Paar miteinander tanzt, wobei er seine Fäuste ballt und vor Hass fast platzt, weil nicht er es ist, dem Jane versprochen wurde. Was dann passiert, blendet er in seiner Schilderung völlig aus.
Sein Tod könnte für die Angebetete bedauerlich sein, hofft er, denn er glaubt, es würde „ihr gut gefallen, mit [mir] zu schlafen – ganz friedlich und weit weg von diesem Schloss“. Und „vielleicht bereitet es ihr wenigstens einen kleinen Schmerz, wenn sie in den Zeitungen die vierzeilige Meldung liest, dass dieser Mörder und Herumtreiber, der dieses Schlosses nicht würdig ist, hingerichtet wurde“. Sein Monolog endet mit der bedauernden Feststellung, dass Janes Eltern ihr bald einen neuen Verlobten aussuchen werden, den er dann leider nicht gleichfalls umbringen kann. Dies werden am nächsten Morgen auch seine letzten Worte sein.
Aufgebaut ist das Lied aus sechs Strophen, die jeweils sechs Zeilen enthalten; dabei wechselt sich aber die verwendete Reimform ab: in der ersten, dritten und fünften Strophe wird die Form des verschränkten Reimes verwendet, in den drei anderen stattdessen der Kreuzreim. Nach jeder zweiten Strophe folgt ein vierzeiliger Refrain aus Paarreimen, der aber nur in den ersten beiden Fällen wortgleich ist, während der letzte Refrain einen vollkommen anderen Text enthält. Was die Reimpaare anbetrifft, verwendet der Text in den insgesamt 48 Zeilen dreimal dasselbe Wort, und zwar zweimal château beziehungsweise dessen gleichklingenden Plural châteaux sowie einmal den Namen der Familie Laze.
Die getragene, in e-Moll gehaltene Melodie wird von Polnareff ruhig und in gleichmäßigem Tempo vorgetragen. Dies unterstreicht die oben zitierte Feststellung, dass es sich bei dem Chanson um eine Elegie handele. Zu dieser nahezu sakralen Atmosphäre trägt auch die sehr sparsame Instrumentierung bei. Neben Polnareffs Gesangsstimme kommt hauptsächlich eine Orgel zum Einsatz, die nur teilweise und unaufdringlich von einem E-Bass unterstützt wird; zudem ist ganz selten noch ein Glockenspiel zu vernehmen, auf dem aber nur wenige Töne angeschlagen werden. Weitere Instrumente oder Soundeffekte wurden bei der Aufnahme nicht verwendet, ebenso wurde auf Background Vocalists verzichtet. Die herausgehobene Bedeutung der Orgel für dieses Chanson beruhte auch auf Polnareffs großer Wertschätzung für den Klang dieses Instruments; laut seinem Biographen Benoît Cachin soll er früh davon geträumt haben, einmal auf der großen Kirchenorgel von Saint-Eustache zu spielen.
Inhalt, musikalische Gestaltung und die bedeckte, sinistre Stimmung von Le Bal des Laze weichen markant von dem Material (La poupée qui fait non, Love me please love me, Ta ta ta ta, Âme câline) ab, womit Michel Polnareff seit 1966 zu einer auch international anerkannten Größe der französischen Beatmusik (Yéyé) geworden war.

## Entstehung

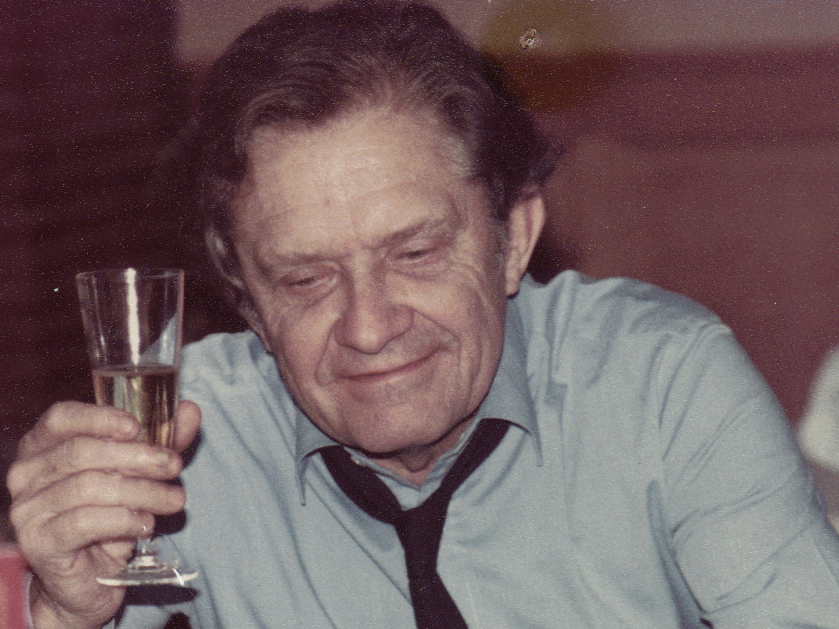
Pierre Delanoë (1982)

Die sehr besondere Entstehungsgeschichte des Liedes hat Pierre Delanoë so dargestellt, dass der Sänger mit einer bereits fertig durchkomponierten Melodie zu ihm gekommen sei, zu der er einen stimmungsmäßig passenden Text haben wollte. Der Autor war der Auffassung, dass zu dieser Musik ein leidenschaftliches Drama aus dem elisabethanischen England, romantisch und dekadent, ideal passe. Ob er sich bei der Formulierung des Titels und der Handlung an eines der weithin bekannten Gedichte der französischen Lyrik – beispielsweise François Villons auch im 20. Jahrhundert noch mehrfach vertonte Ballade des pendus (Ballade der Gehenkten) aus dem 15. Jahrhundert, Baudelaires Hommage an dieses Werk in Un Voyage à Cythère oder Arthur Rimbauds Bal des pendus von 1870 – erinnert hat, ist nicht bekannt. Polnareff habe ihm zu Text und Handlung keine Vorgaben gemacht; seine einzige inhaltliche Bedingung sei gewesen, dass das Wort „Laze“ (französisch, nicht englisch ausgesprochen, also [ˈlaːz] statt [ˈleiz]) darin vorkommen müsse, weil er fand, dass es „einen guten Klang zu seiner Melodie“ aufweise. Das Wort gibt es im Französischen nicht, abgesehen von mehreren Ortsnamen auf dem Balkan sowie dem südkaukasischen Volk der Lasen. Im Jahr 2016 hat Michel Polnareff im französischen Sender RTL erzählt, dass ihn schon bald nach Veröffentlichung der Schallplatte der Besitzer eines kleinen Schlösschens aus seiner südwestfranzösischen Heimatregion eingeladen habe, ihn auf seinem Château de Laze zu besuchen; dieser Einladung sei er dann aber nicht nachgekommen.
Pierre Delanoë hatte auch zuvor schon mit perfektionistischen Musikern zusammengearbeitet, aber in diesem Fall „schwitzte er Blut und Wasser, … ging durch die Hölle: Polnareff arbeitete Wort für Wort, Silbe für Silbe durch, ohne je den musikalischen Hintergrund aus den Augen zu verlieren“, und der Texter musste seinen Entwurf immer wieder umändern, bis der Komponist und Sänger endgültig zufrieden war und grünes Licht gab. Diese besonders intensive Zusammenarbeit war dafür verantwortlich, dass bei den Credits für den Text auf dem Plattenetikett neben Delanoë auch Polnareff genannt wird.
Als es dann endlich zur ersten Aufnahmesession im Barclay-Plattenstudio kam, ließ Michel Polnareff den Raum mit schwarzem Samt auskleiden und darin mindestens 2.000 Kerzen aufstellen, „um eine kirchenartige Atmosphäre zu erzeugen“.

## Erfolge und Rezeption
Obwohl deren Selbstzensurinstanz (Comité d’écoute de la Radiodiffusion française) abgeschafft war, boykottierten die meisten französischen Radiosender – drei Monate vor Ausbruch der Mai-Unruhen – das Chanson aufgrund der ersten Textzeile und deren expliziter Beschäftigung mit einem gewaltsamen Tod. Dabei war die Todesstrafe in Frankreich kein Tabuthema, wie etwa Michel Sardous hoch umstrittenes, aber erfolgreiches Chanson Je suis pour von 1976 zeigt. Vielmehr wurde sie gerade in den 1960er Jahren noch häufig verhängt und anschließend auch vollzogen; abgeschafft wurde sie erst 1981. Stattdessen spielten die Sender bevorzugt die unbeschwerter daherkommende B-Seite von Polnareffs neuer Platte, die sich zu einem Fetenhit entwickelte, den insbesondere junge Leute gerne mitsangen. Polnareff kommentierte diesen Boykott noch Jahre später, er sei 1968 „absolut fuchsteufelswild gewesen, denn das bedeutendere Lied war eindeutig Le Bal des Laze“. Sein Ärger ging sogar so weit, dass er das gleichfalls von Delanoë getextete Y’a qu’un ch’veu erst 2002 wieder in einem Konzert vortrug. Die Einstellung vieler Radiostationen zum Thema Tod in der Unterhaltungsmusik dauerte noch bis in die 1970er Jahre fort; Léo Ferré schrieb darüber 1972 ein Chanson, in dem es heißt „Singt nicht über den Tod, das ist ein morbides Thema. Das Wort alleine lässt einen frösteln, kaum dass es ausgesprochen wurde.“
Dennoch kletterte die Single in Frankreich schon am 10. Februar 1968 in die Top-20, erreichte am 2. März als höchste Position Platz neun und blieb darin insgesamt acht Wochen (bis Ende März) vertreten. Dabei verkaufte sie sich in diesem Jahr in 100.000 bis 150.000 Exemplaren. In den wallonisch-belgischen Ultratop-50 war die höchste Position ein vierzehnter Rang; dafür blieb sie dort zwölf Wochen lang notiert. In der Bundesrepublik Deutschland gelang der Platte zwar keine Chartplatzierung, aber das Lied gehörte zu den zwölf Titeln auf der LP The Million Sellers of Michel Polnareff, die dort 1970 von der Zeitschrift twen auf dem Metronome-Label herausgegeben wurde.
Für den Chansonkenner Gilles Verlant stimmt bei Le Bal des Laze alles: „Die Geschichte ist schön erzählt, die Melodie superb und das Zusammenspiel von beidem perfekt“. Deshalb zähle es Ende des 20. Jahrhunderts zu den bevorzugten Liedern der Polnareff-Fans. Für ihn steht diese Aufnahme sogar auf einer Stufe mit dem acht Monate zuvor erschienenen Sgt.-Pepper-Album der Beatles. Dass dieser Titel, so der Musikjournalist Fabien Lecœuvre, „erst mit den Jahren als ein absolutes Meisterstück (chef-d’œuvre absolu) und als ein Referenztitel des französischen Chansons erkannt“ wurde, schlägt sich etwa in Belgien dergestalt nieder, dass er dort beispielsweise im September 2014 auf dem achten Platz des sogenannten „Back-Katalogs“ auftauchte – einem Klassement für mindestens zwei Jahre alte Titel, für das jeweils die aktuellen Verkaufszahlen, aber auch die Zugriffszahlen per Streaming und die Häufigkeit, in der Songs im Radio gespielt wurden, berücksichtigt werden.
An Frankreichs Schulen wird Le Bal des Laze im 21. Jahrhundert im Musikunterricht als eines der „Chansons, die Geschichte geschrieben haben“, behandelt und den Schülern im zeitgenössischen Kontext präsentiert.

## Coverversionen
Von dem Chanson erschienen einige Coverversionen, größtenteils auf Französisch, noch im Jahr seiner Veröffentlichung zudem auch eine Instrumentalversion, gespielt vom Orchester Raymond Lefèvre. Auf Englisch brachten unter anderem Marshall Hill und Eileen Fulton den Shapes betitelten Song heraus.
Die stilistische Spannweite, in der das Chanson seither gecovert wurde, ist bemerkenswert. Ange veröffentlichte 1982 eine fast elf Minuten lange Progressive-Rock-Version auf dem Album À propos de …., mit Dominique A hatte es ein Vertreter des Nouvelle Chanson bei seiner Tournée 1993/1994 im Programm, Louis Philippe und Pascal Comelade steuerten 1999 jeweils ihre Interpretation des Titels zu der CD A Tribute to Polnareff bei, und Pascal Obispo veröffentlichte 2004 eine Live-Version auf seinem Nummer-eins-Album Studio Fan/Live Fan. Auch eine jüngere Garagenrock-Band wie The Craftmen Club aus der Bretagne hat 2014 Le Bal des Laze gesungen.
Schließlich brachten fünf Kandidaten der sechsten Staffel von Star Academy, dem bei TF1 ausgestrahlten französischen Pendant zu Fame Academy, das Lied 2006 auf der ausschließlich aus Polnareff-Titeln zusammengestellten Star-Academy-LP heraus, der allerdings kein sonderlich großer Erfolg beschieden war.

## Nachweise und Anmerkungen
1. ↑  In Westdeutschland kam die Single, ausschließlich auf Französisch, mit der Rückseite Le temps a laissé son manteau im März 1968 in die Plattenläden (Angaben nach 45cat.com).
2. ↑  EP-Cover und weitere Angaben bei encyclopedisque.fr
3. 1 2 3  Gilles Verlant, L’Odyssée de la Chanson, 2006, S. 124
4. ↑  „L’amour avec toi von Michel Polnareff“, Artikel vom 29. Juli 2011 bei Le Figaro
5. ↑  Der französischsprachige Text des Chansons ist unter Weblinks abrufbar.
6. ↑  Jérôme Pintoux, Les chanteurs français des années 60, 2015, S. 294
7. ↑  Ein Kritiker formuliert dies als „schwarz, barock, nahe der Tragödie“ – „Le Bal des Laze wird 50: Die Geschichte eines verdammten Liedes“ vom 1. April 2018 bei culturebox.francetvinfo.fr.
8. ↑  Stéphane Koechlins Behauptung, der junge Mann habe „eine heimliche Beziehung mit Jane unterhalten“, ist weder aus dem Text noch durch Äußerungen Delanoës oder Polnareffs zu belegen – Zitat Koechlins aus Christian-Louis Eclimont (Hrsg.): 1000 Chansons françaises de 1920 à nos jours. Flammarion, Paris 2012, ISBN 978-2-0812-5078-9, S. 357.
9. ↑  Jérôme Pintoux (Les chanteurs français des années 60, 2015, S. 293) beschreibt die Zeitlosigkeit dieses Liedes mit den Worten, man könne annehmen, das Geschehen spiele sich im Mittelalter ab – jedenfalls so lange, bis die Zeitungen erwähnt werden.
10. ↑  Artikel „Le Bal des Laze wird 50: Die Geschichte eines verdammten Liedes“ vom 1. April 2018 bei culturebox.francetvinfo.fr
11. ↑  „Die Rückkehr des großen Blonden“ vom 2. März 2007 bei telerama.fr
12. ↑  So beispielsweise 1957 von Jacques Douai, 1968 von Serge Reggiani.
13. ↑  Burkhard Küster: Baudelaires kleine Hommage an Villon. von 2011 bei archivdigital.info
14. 1 2 3 4  Fabien Lecœuvre, 1001 histoires, 2017, S. 294
15. ↑  Artikel „Michel Polnareff erinnert an die Entstehungsgeschichte von Le Bal des Laze“ mit Video des Interviews vom 28. Dezember 2016 bei rtl.fr
16. 1 2 3  Artikel „Le Bal des Laze, von seiner B-Seite verraten“ vom 27. Juli 2007 bei lefigaro.fr
17. ↑  Fabien Lecœuvre, 1001 histoires, 2017, S. 205/206
18. ↑  nach den wöchentlichen Top-20 bei top.france.free.fr
19. ↑  nach der Liste der meistverkauften Singles des Jahres 1968 bei top-france.fr (Archiv)
20. ↑  Datenblatt zu dieser Platte bei ultratop.be; dort auch ein Schwarz-Weiß-Film mit Polnareffs Liedvortrag. Dabei handelt es sich vermutlich um die erste Präsentation des Chansons im französischen Fernsehen aus dem Frühjahr 1968.
21. ↑  Julia Edenhofer: Das große Oldie Lexikon. Bastei-Lübbe, Bergisch Gladbach 1992, 2. Auflage, ISBN 3-404-60288-9, S. 475; Frank und Ingrid Laufenberg: Hit-Lexikon des Rock und Pop. 3 Bände, Ullstein, Berlin 2007, ISBN 978-3-548-36920-4, Band 2, S. 1717
22. ↑  Gilles Verlant (Hrsg.): L’encyclopédie de la Chanson française. Des années 40 à nos jours. Éd. Hors Collection, Paris 1997, ISBN 2-258-04635-1, S. 94
23. ↑  Back-Katalog vom 27. September 2014 bei ultratop.be
24. ↑  siehe dazu den unter Weblinks angegebenen Mitschnitt einer Rundfunksendung bei eduscol.education.fr
25. ↑  Lefèvre-Album mit Tracklist bei discogs.com
26. ↑  Shapes-Plattenhüllen von Hill und von Fulton, beide bei 45cat.com
27. ↑  Ange-Version des Liedes bei YouTube
28. ↑  Tracklist der Tribut- und der Obispo-LP, jeweils bei discogs.com
29. ↑  Video des Craftmen-Club-Vortrags bei setlist.fm
30. ↑  Datenblatt zu Star Academy 6 chante Polnareff bei ultratop.be